# نوریهیکو کیتاهارا
نوریهیکو کیتاهارا (انگلیسی: Norihiko Kitahara؛ زادهٔ ۱۱ دسامبر ۱۹۵۴) بازیکن بسکتبال اهل ژاپن بود.
وی در مسابقات کشوری و بین‌المللی در مجموع برندهٔ ۱ مدال برنز شده‌است.